# Municipio de Tlalpujahua
El municipio de Tlalpujahua es uno de los 113 municipios en que se divide el estado mexicano de Michoacán. Se localiza en el noroeste del estado y su cabecera municipal es la localidad de Tlalpujahua. 

## Toponimia
El nombre Tlalpujahua tiene origen nahua y resulta de la combinación de los vocablos tlalli ‘tierra’ y poxohuac ‘cosa esponjosa o fofa’: ‘en las tierras esponjosas’.

## Geografía
El municipio colinda al norte con el municipio de Contepec, tanto al este como al sur con el Estado de México, y al oeste con los municipios de Senguio y Maravatío. Se localiza entre las coordenadas 19°48' latitud norte y entre 100°10' longitud oeste.

## Demografía
Cuenta con 28 556 habitantes, lo que representa un incremento promedio de 0.35 % anual en el período 2010-2020 sobre la base de los 27 587 habitantes registrados en el censo anterior. Ocupa una superficie de 197.2 km², lo que determina al año 2020 una densidad de 144,8 hab/km².
| Gráfica de evolución demográfica de Municipio de Tlalpujahua entre 2000 y 2020 |
|                                                                                |
| Fuente: Instituto Nacional de Estadística Geografía e Informática              |

La población del municipio está mayoritariamente alfabetizada (10.68 % de personas analfabetas al año 2020) con un grado de escolarización en torno de los 7 años. Al 2020, el 0.35 % de la población se reconoce como indígena.

### Localidades
En el censo de 2020 el municipio de Tlalpujahua contaba con 65 localidades.
| Código INEGI      | Localidad                  | Población (2020) |
| ----------------- | -------------------------- | ---------------- |
| 160930001         | Tlalpujahua de Rayón       | 3 627            |
| 160930014         | Santa María de los Ángeles | 1 615            |
| 160930012         | San Pedro Tarímbaro        | 1 492            |
| 160930032         | San Isidro                 | 1 247            |
| 160930016         | San Juan Tlalpujahuilla    | 1 185            |
| 160930007         | San Francisco de los Reyes | 1 034            |
| Otras localidades | Otras localidades          | 18 356           |
| Total municipal   | Total municipal            | 28 556           |

## Economía
Las principales actividades económicas del municipio son el comercio minorista; la elaboración de manufacturas; y en menor medida los servicios vinculados al alojamiento temporal y la elaboración de alimentos y bebidas.